# Dieu a besoin des hommes
Pour plus de détails, voir Fiche technique et Distribution.
Dieu a besoin des hommes est un film français en noir et blanc réalisé par Jean Delannoy, d’après le livre d’Henri Queffélec intitulé Un recteur de l'île de Sein. Il est sorti en salles en 1950.

## Synopsis
En 1850, sur l'île de Sein, les habitants, poussés par la misère et la faim, se transforment en pilleurs d'épaves. Effrayé par ces pratiques, le curé de l'île regagne le continent. Thomas Gourvennec, pêcheur et sacristain, prend alors sa place.

## Fiche technique
- Titre : Dieu a besoin des hommes
- Réalisation : Jean Delannoy
- Assistant réalisateur : Pierre Zimmer
- Scénario, adaptation et dialogues : Jean Aurenche et Pierre Bost, d'après  le roman d'Henri Queffélec : Un recteur de l'Île de Sein paru en 1944
- Script-girl : Claude Vériat
- Musique : René Cloërec
- Décors : René Renoux
- Costumes : Marcel Escoffier
- Photographie : Robert Lefebvre
- Cameraman : Léon Bellet
- Assistant opérateur : André Domage
- Photographe de plateau : Roger Forster
- Son : Jacques Carrère
- Montage : James Cuenet
- Conseiller technique folklore : Herry Caouissin
- Directeur de production : Louis Wipf (de)
- Production : Paul Graetz
- Société de production : Transcontinental Films
- Format :  Noir et blanc - 1,37:1 - 35 mm - Son mono
- Pays de production :  France
- Genre : Drame
- Durée : 100 minutes
- Date de sortie :
  - France : 4 octobre 1950
- Affiches : Boris Grinsson, Jean Mascii (France)

## Distribution
- Pierre Fresnay : Thomas Gourvennec
- Madeleine Robinson : Jeanne Gourvennec
- Daniel Gélin : Joseph Le Berre
- Daniel Ivernel : François Guiller
- Andrée Clément : Scholastique Kerneis
- Lucienne Bogaert : Anaïs Le Berre
- Sylvie : la Karabassen (terme populaire breton désignant la « bonne du curé »)
- Marcelle Géniat : la mère Gourvennec
- Germaine Kerjean : Mme Kerneis
- Cécyl Marcyl : la vieille
- Charles Bouillaud : un gendarme
- Antoine Balpêtré : le père Gourvennec
- Jean Brochard : l’abbé Kerhervé, le recteur de Lescoff
- Jean Carmet : Yvon
- Gérard Darrieu
- Marcel Delaître : M. Kerneis
- René Génin : Yves Lannuzel
- Jérôme Goulven : le brigadier
- Jeanne Herviale
- Pierre Latour
- Serge Lecointe
- Christian Martaguet
- Albert Michel : Le Bail
- Jean-Pierre Mocky : Pierre
- Pierre Moncorbier : un pêcheur
- Raphaël Patorni : Jules
- Fernand René : Yves Lannuzel
- Jean d'Yd : Corentin Gourvennec
- Louise Andrès
- Jean Favre-Bertin
- Georges Cerf
- Pierre Salas
- Henri Maïk

## Autour du film
- À l'exception du prologue, les scènes extérieures ont été tournées à Plouguerneau et non pas à l'île de Sein, en raison de la méfiance des habitants de cette dernière[1].

- Le village a été reconstitué près de Pantin[2].

- Lors de sa sortie, le film a dû faire face à l'opposition de certains catholiques qui le qualifiaient d'antireligieux[3].